# Diocèse de Gloucester
Le diocèse de Gloucester est un diocèse anglican de la Province de Cantorbéry. Il s'étend sur le Gloucestershire. Son siège est la cathédrale de Gloucester.
Le diocèse a été fondé en 1541 durant la réforme anglaise à partir du diocèse de Hereford et du diocèse de Worcester. En 1542, le diocèse de Bristol est créé à partir du diocèse de Gloucester, puis en 1836 les deux diocèses fusionnent pour former le « diocèse de Gloucester et Bristol ». L'actuel diocèse de Bristol a été recréé en 1897.

## Archidiaconés
Le diocèse se divise en deux archidiaconés :
- L'archidiaconé de Cheltenham
- L'archidiaconé de Gloucester